# أوشاوا
مدينة أوشاوا (بالإنجليزية: Oshawa)‏ تقع في إقليم أونتاريو بكندا
ويبلغ عدد سكانها 139,051 نسمة[بحاجة لمصدر].
بقيت أوشاوا مدينة آمنة، ذات سكان ودودين ومحبين للبيئة وذلك على الرغم من التطور الصناعي السريع والنمو السكاني المديني الذي يضمن مستوى معيشة عالي بشكل متواصل.
في هذه المدينة المكونة من جوار يحلو السكن معه بكلفة سكن منخفضة نسبيا حيث يستمتع القاطنون بمجال واسع من الأنشطة الترفيهية وبجميع مزايا المدن الكبرى التي تقدمها تورنتو. كواحدة من أكبر مراكز تصنيع الآليات في كندا، فإن العاملين في أوشاوا لديهم المهارة المناسبة لمجال المعامل مهما كانت الصناعة.

## مزاياها
- تبعد عن مدينة تورنتو عاصمة إقليم أونتاريو وأكبر مدنه عشرين دقيقة فقط.
- شبكات نقل متطوره جدا: ميناء بحري، إمكانية شحن بالقطارات، مطار محلي.
- المركز الرئيسي في كندا لشركة جنرال موتورز.

## أعلام
- صموئيل ماكلولين
- إميلي باتي
- أ. جيه. كوك
- غوس بودنار
- ألبرت ووكر
- تومي توماس
- جيمس نيل
- دونالد جاكسون
- شالوم هارلو
- توماس نيكلسون جيبس

## وصلات خارجية
موقع مدينة أوشاوا الرسمي